# The World Is Falling Down
The World Is Falling Down — студийный альбом американской певицы Эбби Линкольн, выпущенный в 1990 году на лейбле Verve Records. В записи альбома приняли участие флюгельгорнист Кларк Терри, альтисты Джеки Маклин и Джерри Доджион, басист Чарли Хейден, барабанщик Билли Хиггинс и французский пианист Ален Жан-Мари. Большинство инструментальных аранжировок были сделаны Роном Картером.

## Отзывы критиков
| Оценки критиков                            | Оценки критиков |
| Источник                                   | Оценка          |
| ------------------------------------------ | --------------- |
| AllMusic                                   | [ 1 ]           |
| The Encyclopedia of Popular Music          | [ 2 ]           |
| The Penguin Guide to Jazz                  | [ 3 ]           |
| The Rolling Stone Jazz & Blues Album Guide | [ 4 ]           |

Обозреватель журнала The Crisis Мелинда Рикельман: «Если ваш мир рушится, у Эбби Линкольн, возможно, есть лекарство. Её заглавный трек — классическая жемчужина простоты и прекрасной утонченности. Лучшие песни на этом альбоме написаны Линкольн или в соавторстве с ней. Если вы переживаете какую-то личную потерю, они могут удержать вас на плаву. Аранжировки Рона Картера довольно условны и немного меланхоличны. Мелодии, однако, начинают сиять всякий раз, когда голос Линкольн добавляет своей печальной силы, окрашенной надеждой. Эбби Линкольн может сделать то, на что способны только лучшие вокалисты: сделать любую песню достойной прослушивания. Там, где большинство певиц с трудом исполняют мелодию, ничего не рассказывая нам о себе, Линкольн, как Нина Симон и некоторые другие, умудряется одной нотой сказать нам, что она мудрая, сильная и доброжелательная». Крис Альбертсон из Stereo Review заявил, что получил удовольствие от альбома.
Скотт Яноу из AllMusic написал: «Первая из серии впечатляющих записей Эбби Линкольн для Verve сочетает её уникальный голос и очень авторитетный стиль. Линкольн всегда была экспертом в выборе превосходного материала для записи, и все восемь номеров на этом диске по-своему запоминаются».

## Список композиций
1. «The World Is Falling Down» (Эбби Линкольн) — 6:20[7]
2. «First Song» (Эбби Линкольн, Чарли Хейден) — 6:29
3. «You Must Believe in Spring» (Алан Бергман, Мэрилин Бергман, Мишель Легран) — 5:58
4. «I Got Thunder (And It Rings)» (Эбби Линкольн) — 5:47
5. «How High the Moon (La lune est grise… Mon coeur aussi)» (Жак Ларю, Морган Льюис, Нэнси Гамильтон) — 7:31
6. «When Love Love Was You And Me» (Эбби Линкольн, Тед Джонс) — 5:47
7. «Hi Fly» (Джон Хендрикс, Рэнди Уэстон) — 6:34
8. «Live for Life» (Франсис Ле, Норман Гимбел, Пьер Бару) — 4:50

## Участники записи
- Альт-саксофон — Джерри Доджион, Джеки Маклин
- Аранжировка — Рон Картер (1, 3-8)
- Барабаны — Билли Хиггинс
- Бас-гитара — Чарли Хейден
- Вокал — Эбби Линкольн
- Запись, сведение — Дэвид Бейкер
- Звукорежиссёр — Дж. Ньюленд, Нил Диджнон
- Продюсер — Даниэль Ришар, Жан-Филипп Аллар
- Труба, Флюгельгорн — Кларк Терри
- Фортепиано — Ален Жан-Мари

Сведения взяты из аннотации к альбому.